# Klaus Tschira
Klaus Tschira (Friburgo em Brisgóvia, 7 de dezembro de 1940 – Heidelberg, 31 de março de 2015) foi um empresário alemão.
Após obter o diploma de graduação em física trabalhou na IBM. Foi cofundador da empresa de software alemã SAP AG em 1972, sediada em Walldorf (Baden), em companhia de Hans-Werner Hector, Dietmar Hopp, Hasso Plattner e Claus Wellenreuther.